# Grammitis ponapensis
Grammitis ponapensis là một loài dương xỉ trong họ Polypodiaceae. Loài này được Copel. mô tả khoa học đầu tiên năm 1939.
Danh pháp khoa học của loài này chưa được làm sáng tỏ. 